# Huitième circonscription d'Ille-et-Vilaine
La huitième circonscription d'Ille-et-Vilaine est l'une des huit circonscriptions législatives françaises que compte le département d'Ille-et-Vilaine situé en région Bretagne.

## Description géographique et démographique
La huitième circonscription d'Ille-et-Vilaine a été créée par l'ordonnance no 2009-935 du 29 juillet 2009, ratifiée par le Parlement français le 21 janvier 2010. Elle regroupe les divisions administratives suivantes :
- Canton de Mordelles,
- Canton de Rennes-Nord,
- Canton de Rennes-Centre-Ouest,
- Canton de Rennes-Centre,
- Canton de Rennes-Sud-Ouest.

La première élection du député de cette circonscription a eu lieu lors des élections législatives de 2012.
Voici une représentation géographique de la circonscription :

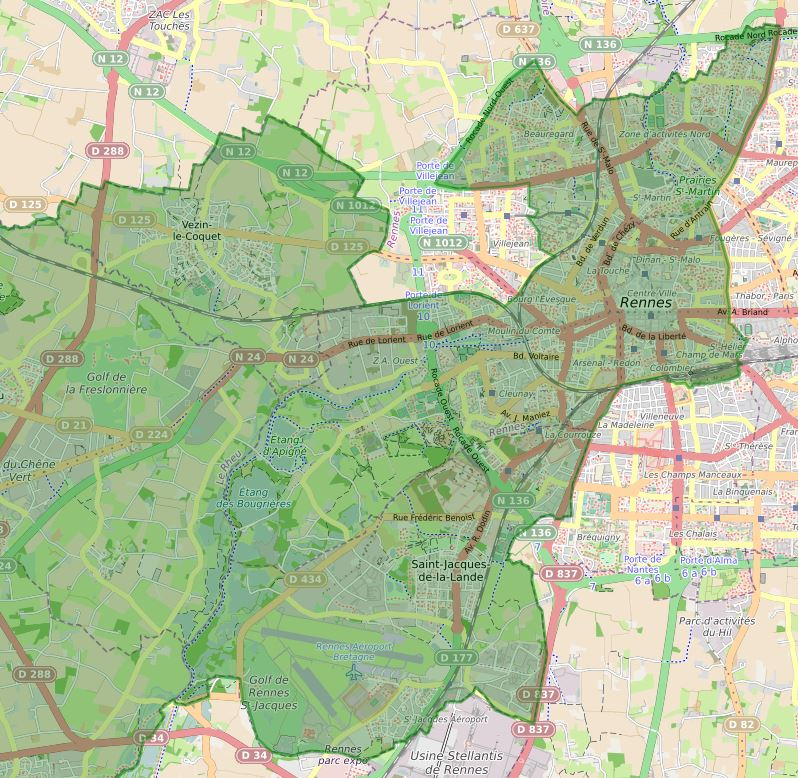
Partie est de la huitième circonscription d'Ille-et-Vilaine

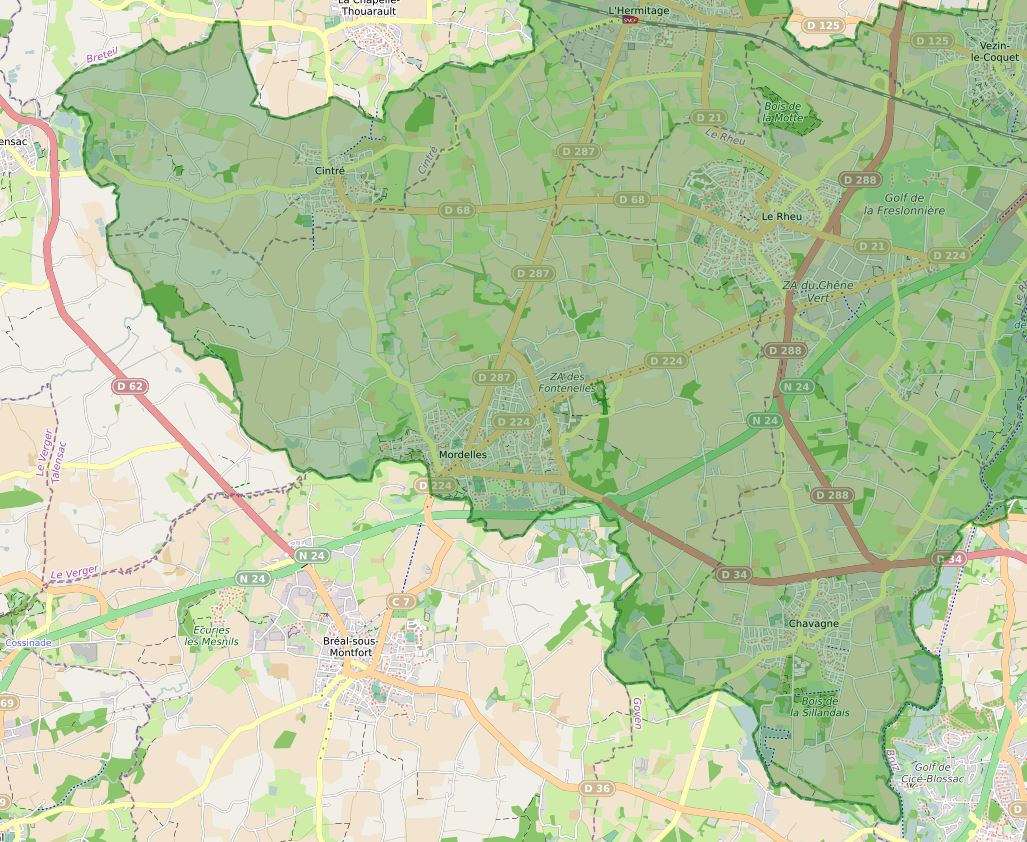
Partie sud de la Huitième circonscription d'Ille-et-Vilaine

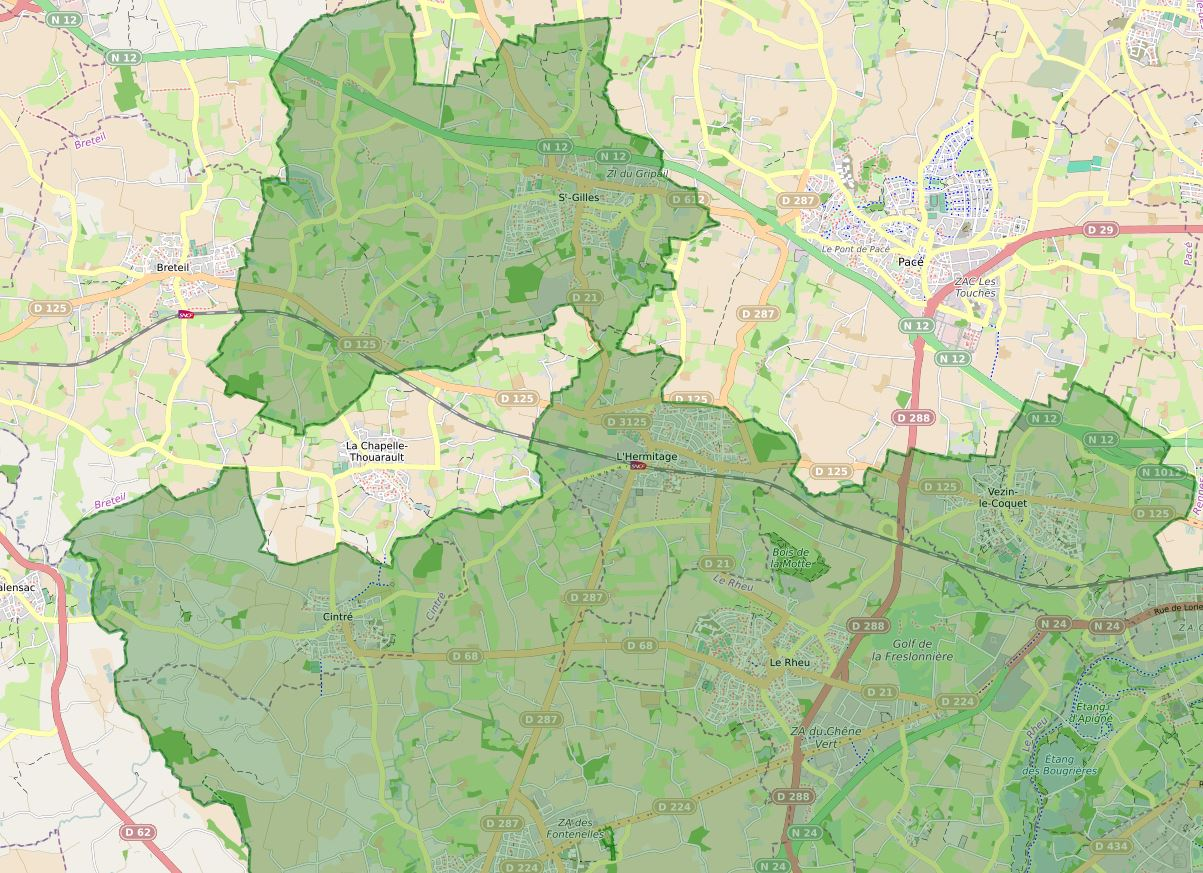
Partie ouest de la Huitième circonscription d'Ille-et-Vilaine

### Historique des députations
| Législature | Début de mandat | Fin de mandat | Député            | Parti politique | Observations                                                                           |
| ----------- | --------------- | ------------- | ----------------- | --------------- | -------------------------------------------------------------------------------------- |
| XIVe        | 20 juin 2012    | 20 juin 2017  | Marcel Rogemont   | PS              |                                                                                        |
| XVe         | 21 juin 2017    | 21 juin 2022  | Florian Bachelier | LREM            | Questeur de l'Assemblée                                                                |
| XVIe        | 22 juin 2022    | 9 juin 2024   | Mickaël Bouloux   | PS              | Mandat écourté à la suite d'une dissolution parlementaire décidée par Emmanuel Macron. |
| XVIIe       | 8 juillet 2024  | En cours      | Mickaël Bouloux   | PS              |                                                                                        |

### Historique des élections

#### Élections de 2012
| Candidat       | Candidat                      | Parti                       | Premier tour | Premier tour | Second tour | Second tour |  |
| Candidat       | Candidat                      | Parti                       | Voix         | %            | Voix        | %           |  |
| -------------- | ----------------------------- | --------------------------- | ------------ | ------------ | ----------- | ----------- |  |
|                | Marcel Rogemont sortant réélu | PS                          | 21 484       | 47,85        | 27 460      | 66,11       |  |
|                | Bruno Chavanat                | Divers droite (UMP, AC, NC) | 11 615       | 25,87        | 14 077      | 33,89       |  |
|                | Matthieu Theurier             | EÉLV (UDB)                  | 4 354        | 9,70         |             |             |  |
|                | Denis Kermen                  | PCF (FG) (GU)               | 2 674        | 5,96         |             |             |  |
|                | Cédric Abdilla                | FN (RBM)                    | 2 513        | 5,60         |             |             |  |
|                | Marie-Noëlle Convert          | CNIP                        | 471          | 1,05         |             |             |  |
|                | Thomas Vetel                  | LT-LNÉ                      | 448          | 1,00         |             |             |  |
|                | Benoît Évellin                | Pirate                      | 365          | 0,81         |             |             |  |
|                | Jean-Patrick Muller           | NPA                         | 310          | 0,69         |             |             |  |
|                | Fabrice Lucas                 | LO                          | 205          | 0,46         |             |             |  |
|                | Félix Henry                   | Extrême gauche (La Bouffée) | 149          | 0,33         |             |             |  |
|                | Lilian Renault                | S&P                         | 144          | 0,32         |             |             |  |
|                | Gérard Monnier                | POI                         | 135          | 0,30         |             |             |  |
|                | Céline Lechevalier            | MOC                         | 31           | 0,07         |             |             |  |
|                |                               |                             |              |              |             |             |  |
| Inscrits       | Inscrits                      | Inscrits                    | 78 953       | 100,00       | 78 950      | 100,00      |  |
| Abstentions    | Abstentions                   | Abstentions                 | 33 453       | 42,37        | 36 221      | 45,88       |  |
| Votants        | Votants                       | Votants                     | 45 500       | 57,63        | 42 729      | 54,12       |  |
| Blancs et nuls | Blancs et nuls                | Blancs et nuls              | 602          | 1,32         | 1 192       | 2,79        |  |
| Exprimés       | Exprimés                      | Exprimés                    | 44 898       | 98,68        | 41 537      | 97,21       |  |

La suppléante de Marcel Rogemont était Armelle Billard, conseillère municipale et adjointe au maire de Mordelles.

#### Élections de 2017
Les élections législatives françaises de 2017 ont eu lieu les dimanches 11 et 18 juin 2017.
|                                                                                | |                           |                           |                          |                          |
|                                                                                | | Premier tour 11 juin 2017 | Premier tour 11 juin 2017 | Second tour 18 juin 2017 | Second tour 18 juin 2017 |
|                                                                                | |                           |                           |                          |                          |
|                                                                                | | Nombre                    | % des inscrits            | Nombre                   | % des inscrits           |
| Inscrits                                                                       | Inscrits | 83 469                    | 100,00                    | 83 469                   | 100,00                   |
| Abstentions                                                                    | Abstentions | 36 520                    | 43,75                     | 44 484                   | 53,29                    |
| Votants                                                                        | Votants | 46 949                    | 56,25                     | 38 985                   | 46,71                    |
|                                                                                | |                           | % des votants             |                          | % des votants            |
| Bulletins blancs                                                               | Bulletins blancs | 371                       | 0,79                      | 1 991                    | 5,11                     |
| Bulletins nuls                                                                 | Bulletins nuls | 191                       | 0,41                      | 722                      | 1,85                     |
| Suffrages exprimés                                                             | Suffrages exprimés | 46 387                    | 98,80                     | 36 272                   | 93,04                    |
|                                                                                | |                           |                           |                          |                          |
| Candidat Étiquette politique (partis et alliances)                             | Candidat Étiquette politique (partis et alliances)                                                                                            | Voix                      | % des exprimés            | Voix                     | % des exprimés           |
|                                                                                | |                           |                           |                          |                          |
|                                                                                | Florian Bachelier La République en marche !                                                                                                   | 18 989                    | 40,94                     | 22 111                   | 60,96                    |
|                                                                                | Enora Le Pape La France insoumise | 6 561                     | 14,14                     | 14 161                   | 39,04                    |
|                                                                                | Emmanuel Couet Parti socialiste | 6 150                     | 13,26                     |                          |                          |
|                                                                                | Amélie Dhalluin Les Républicains (Union des démocrates et indépendants)                                                                       | 5 258                     | 11,34                     |                          |                          |
|                                                                                | Matthieu Theurier Europe Écologie Les Verts                                                                                                   | 3 364                     | 7,25                      |                          |                          |
|                                                                                | Françoise Guillerme Front national | 1 770                     | 3,82                      |                          |                          |
|                                                                                | Claire Payen Parti communiste français | 627                       | 1,35                      |                          |                          |
|                                                                                | Mistral Oz Divers (Parti pirate) | 447                       | 0,96                      |                          |                          |
|                                                                                | Thomas Vetel Écologiste (Confédération pour l'homme, l'animal et la planète)                                                                  | 424                       | 0,91                      |                          |                          |
|                                                                                | Sébastien Pirou Debout la France | 385                       | 0,83                      |                          |                          |
|                                                                                | Xavier Debroise Divers gauche (Nouvelle Donne)                                                                                                | 348                       | 0,75                      |                          |                          |
|                                                                                | Iris Bisson Divers (#MaVoix) | 342                       | 0,74                      |                          |                          |
|                                                                                | Gwenvael Jéquel Régionaliste (Oui la Bretagne - Union démocratique bretonne)                                                                  | 324                       | 0,70                      |                          |                          |
|                                                                                | Anne Nadler Divers droite (Parti chrétien-démocrate)                                                                                          | 304                       | 0,66                      |                          |                          |
|                                                                                | Solenn Cochet Divers (Union populaire républicaine)                                                                                           | 245                       | 0,53                      |                          |                          |
|                                                                                | Fabrice Lucas Lutte ouvrière | 239                       | 0,52                      |                          |                          |
|                                                                                | Manon Boucand Écologiste (Parti animaliste)                                                                                                   | 197                       | 0,42                      |                          |                          |
|                                                                                | Hervé Lejoux Divers (Parti du vote blanc) | 172                       | 0,37                      |                          |                          |
|                                                                                | Tugdual Radiguet Écologiste (Mouvement 100 % - Parti breton - Parti fédéraliste européen - En avant Bretagne - Alliance fédéraliste bretonne) | 167                       | 0,36                      |                          |                          |
|                                                                                | Pierre Priet Extrême gauche (Parti ouvrier indépendant démocratique)                                                                          | 74                        | 0,16                      |                          |                          |
| Source : Ministère de l'Intérieur - Huitième circonscription d'Ille-et-Vilaine | |                           |                           |                          |                          |

La suppléante de Florian Bachelier était Marie-Clémence Feldman.

#### Élections de 2022
Les élections législatives françaises de 2022 se déroulent les dimanches 12 et 19 juin 2022.
Député sortant : Florian Bachelier (La République en marche).
| Candidat                 | Candidat                  | Parti et coalition                         | Premier tour | Premier tour | Second tour | Second tour |
| Candidat                 | Candidat                  | Parti et coalition                         | Voix         | %            | Voix        | %           |
| ------------------------ | ------------------------- | ------------------------------------------ | ------------ | ------------ | ----------- | ----------- |
|                          | Mickaël Bouloux           | PS (NUPES)                                 | 22 610       | 45,72        | 28 261      | 57,97       |
|                          | Florian Bachelier         | LREM (ENS)                                 | 15 950       | 32,26        | 20 489      | 42,03       |
|                          | Marianne Looten           | RN                                         | 3 399        | 6,87         |             |             |
|                          | Rodolphe Llavori          | ENG (Fédération de la gauche républicaine) | 2 065        | 4,18         |             |             |
|                          | Régis Barbié de Préaudeau | REC                                        | 1 412        | 2,86         |             |             |
|                          | Maël Tournade             | LR (UDC)                                   | 1 088        | 2,20         |             |             |
|                          | Joël Le Gall              | UDB                                        | 863          | 1,75         |             |             |
|                          | Guillaume Gomez           | PA                                         | 552          | 1,12         |             |             |
|                          | Jean-Pierre Nicolas       | LP (UPF)                                   | 531          | 1,07         |             |             |
|                          | Fabrice Lucas             | LO                                         | 369          | 0,75         |             |             |
|                          | Karol Dolu                | PB                                         | 270          | 0,55         |             |             |
|                          | Allix Sébastien           | AE                                         | 145          | 0,29         |             |             |
|                          | Kamel Elahiar             | UDMF                                       | 111          | 0,22         |             |             |
|                          | Marvin Leroux             | app NPA                                    | 83           | 0,17         |             |             |
|                          |                           |                                            |              |              |             |             |
| Votes valides            | Votes valides             | Votes valides                              | 49 448       | 98,25        | 48 752      | 95,89       |
| Votes blancs             | Votes blancs              | Votes blancs                               | 657          | 1,31         | 1 491       | 2,93        |
| Votes nuls               | Votes nuls                | Votes nuls                                 | 226          | 0,45         | 597         | 1,17        |
| Total                    | Total                     | Total                                      | 50 331       | 100          | 50 840      | 100         |
| Abstention               | Abstention                | Abstention                                 | 40 660       | 44,69        | 40 157      | 44,13       |
| Inscrits / participation | Inscrits / participation  | Inscrits / participation                   | 90 991       | 55,31        | 90 997      | 55,87       |

La suppléante de Mickaël Bouloux était Marie Ducamin, enseignante, maire de Saint-Jacques-de-la-Lande.

#### Élections de 2024
Les élections législatives françaises de 2024 se déroulent les 30 juin et 7 juillet 2024.
- Député sortant : Mickaël Bouloux (PS)

|                          | Mickaël Bouloux (député sortant) | PS (NFP)                 | UG                       | 36 029 | 52,84  |  |  |
|                          | Hermine Mauzé                    | RE (ENS)                 | ENS                      | 17 517 | 25,69  |  |  |
|                          | Kellie Lucco                     | RN                       | RN                       | 9 820  | 14,40  |  |  |
|                          | Mahé Gargam                      | LR RAD NE                | LR                       | 3 390  | 4,97   |  |  |
|                          | Maël Egron                       | PB (PU)                  | REG                      | 768    | 1,13   |  |  |
|                          | Fabrice Lucas                    | LO                       | EXG                      | 654    | 0,96   |  |  |
|                          | Camille Champalaune              | SE                       | ECO                      | 5      | 0,01   |  |  |
|                          |                                  |                          |                          |        |        |  |  |
| Votes valides            | Votes valides                    | Votes valides            | Votes valides            | 68 183 | 98,45  |  |  |
| Votes blancs             | Votes blancs                     | Votes blancs             | Votes blancs             | 717    | 1,04   |  |  |
| Votes nuls               | Votes nuls                       | Votes nuls               | Votes nuls               | 354    | 0,51   |  |  |
| Total                    | Total                            | Total                    | Total                    | 69 254 | 100,00 |  |  |
| Abstention               | Abstention                       | Abstention               | Abstention               | 22 703 | 24,69  |  |  |
| Inscrits / participation | Inscrits / participation         | Inscrits / participation | Inscrits / participation | 91 957 | 75,31  |  |  |